# 百耕資料館
百耕資料館（ひゃっこうしりょうかん）は、兵庫県神戸市須磨区にある資料館。

## 概要
神戸市須磨区板宿地区の旧家・武井家が伝えてきた歴史資料（旧摂津国八部郡板宿村関係文書）及び美術資料（絵画、書蹟、陶磁器等）を保存・研究するとともに、一般に公開している。
兵庫県博物館協会加盟館。全国歴史民俗系博物館協議会加盟館。ひょうごっ子ココロンカードの対象施設になっている。

## 武井家
資料館の名前の百耕は、地元の資産家・武井伊右衛門（1845-1917）の号である。伊右衛門は1881年より1883年まで兵庫県の県会議員を務めたほか、八部郡郡長、有馬郡郡長なども務めた。書画、漢詩をよくし、邸内に秋錦園（菊園）、魁春園（梅園）の二園を開いて一般に開放した。武井家は長女・愛子の婿・武井悌四郞（竹末朗平の四男）が家督を継いだ。悌四郞は神戸新聞社主筆を経て、千葉県佐倉中学校、京都府女子師範学校、京都師範学校、新潟第二師範学校、熊本県第二師範学校、大阪第二師範学校の各校長を歴任し、1917年に須磨町長、1920年に神戸市会議員に就任し、1925年に没した。家督は長男の武井尹人（京都帝国大学法学部卒）が継いだ。四男・康夫は尾道造船社長・浜根岸太郎（二代目）の婿養子となり、同社を継いだ。二男・陸雄の岳父に島津源蔵 (2代目)がいる。

## 施設
- 常設展：「板宿の歴史」 原始・古代～近現代の板宿地区の歴史を紹介
- 企画展：板宿・須磨・神戸の歴史に関わるテーマ及び武井家所蔵の美術資料

## 利用情報
- 開館：10:00～16:00（入館は15：30まで）
- 休館日：毎週月曜日（祝日にあたるときはその翌日）、盆、年末年始
- 入場料：大人 300円（250円） 中・高・大学生 200円（150円） ※（）内は団体20名以上の場合

育英幼稚園（当館と同一法人が経営）の敷地内にあることから、入り口はロックされているため、インターフォンにて来館の旨を伝える必要がある。

## 周辺情報
- 板宿八幡神社
- 禅昌寺

## 交通
- 山陽電車・神戸市営地下鉄 「板宿駅」下車 徒歩10分
- 神戸市営バス5系統・11系統 「前池町」下車 徒歩5分